# Ligne 183 (Infrabel)
Pour les articles homonymes, voir Ligne 183.
La ligne 183 était une ligne de chemin de fer belge qui reliait la gare de La Louvière-Centre à celle de Bascoup, dans la province de Hainaut. Cette ligne mesurait 8 km de long.
La ligne a fermé en grande partie avant le début de numérotation des lignes, aux alentours de 1900. Les portions restantes se sont vues attribuer les numéros de lignes 183, 240 et 253.

## Histoire
La ligne a été ouverte par la Société des chemins de fer du Mons-Manage en 1848. Celle-ci était surnommée le Chemin de fer des Anglais et Ligne de l'Olive. Entre les gares de l'Olive et de l'Étoile, la ligne était posée sur un plan incliné de 9% (500 mètres de longueur pour 45 m de haut), la rendant plus pentue que les lignes du plan incliné de la côte d'Ans (à seulement 3%). Ce plan incliné était dit "auto-porté", les wagons pleins descendants tirant les wagons vides vers le haut via un système de câbles et de poulies.
Vers 1858, l'État Belge a repris exploitation de la ligne, puis sa propriété en 1871. Elle a alors été divisée en cinq sections distinctes dès le 10 février 1874. Deux d'entre elles, entre La Louvière-Centre et Houssu et entre La Verrerie et Mariemont sont fermées peu de temps après.
En 1865, la gare terminus de Bascoup, entretemps renommée Bascoup-État, a été connectée à la gare de Bascoup-Chapelle (près de l'actuel atelier Infrabel de Bascoup) sur la ligne 113 nouvellement ouverte. En 1887, la gare de triage de Mariemont a été simplifiée, fermant la section entre Mariemont et Bascoup-l'Étoile.
La section entre L'Étoile et Bascoup-État est restée en service en tant que ligne industrielle pour le groupe minier de Mariemont-Bascoup jusqu'en 1968, portant le numéro 253. La section entre Houssu et La Verrerie (numérotée ligne 240), connectée au PANG d'Haine-Saint-Pierre sur la ligne 112, ne fermera qu'en 1987, puis sera déferré en 1989.
Un trafic voyageurs existait également sur cette ligne entre La Louvière et la gare de l'Olive. Celui-ci a été arrêté en 1874.

## Patrimoine ferroviaire
La plateforme de la ligne dans le bois de Mariemont est transformée en chemin pédestre tout comme une section plus courte à Haine-Saint-Pierre.
Les bâtiments de gares de l'Olive, l'Étoile et Bascoup-État, construits en 1860, ont survécu à ce jour. Il s'agit d'une variante plus petite (trois travées seulement à l'Étoile et Bascoup-État) des gares à pignons à redents construites par les Chemins de fer de l'État belge et quelques compagnies privées. Celui de Bascoup-État, reconverti en foyer d'accueil, a été fortement transformé à l'occasion dans les années 2010 et 2020. Quelques maisons de garde ont également été conservées comme habitations.

## Galerie de photos

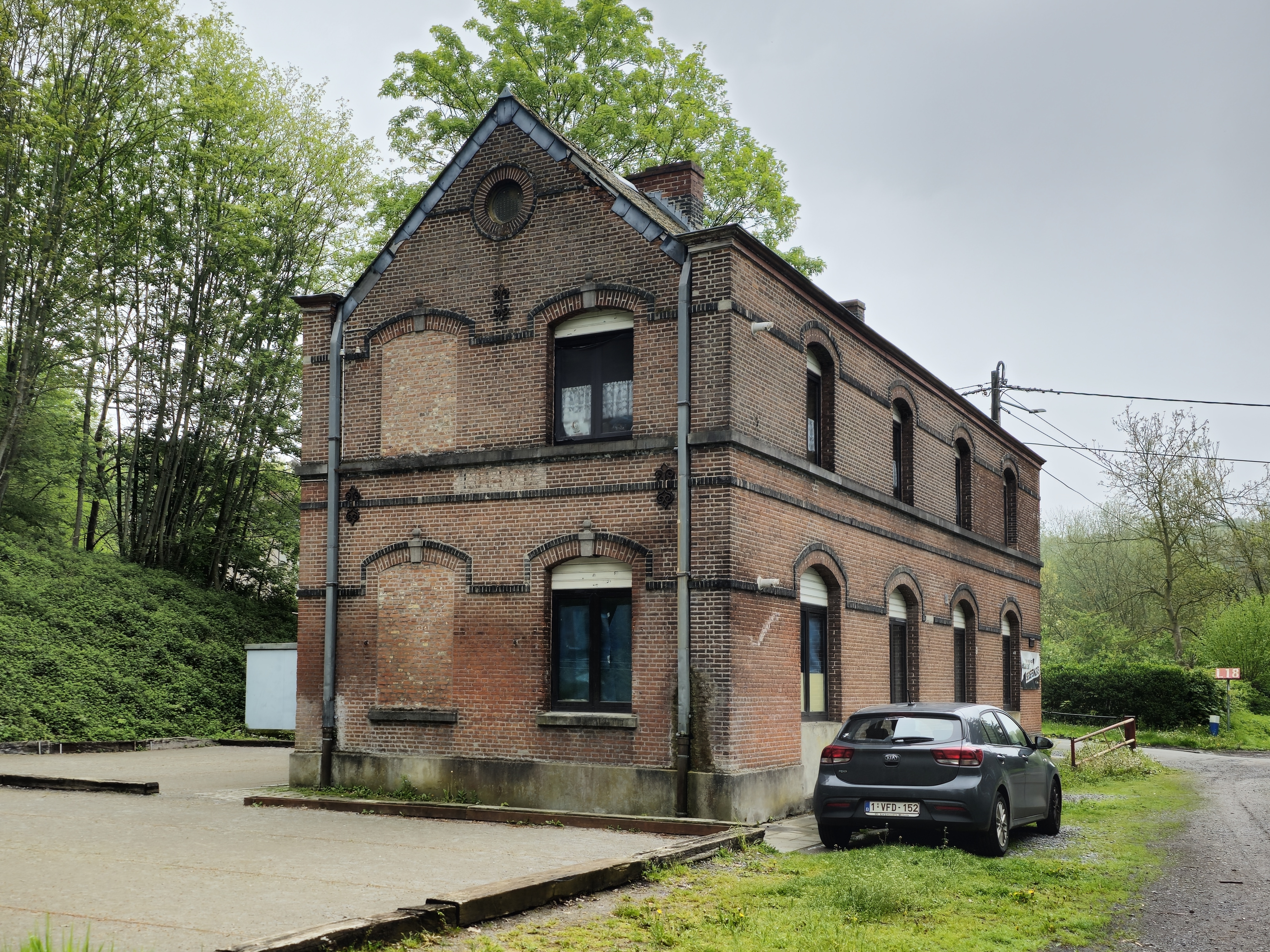
La gare de l'Olive